# وزیر بازرگانی (ایران)
وزیر بازرگانی با نام سابق وزیر تجارت وزیر وزارت‌خانهٔ بازرگانی و یکی از اعضای هیئت دولت جمهوری اسلامی ایران بود.
نخستین بار در شعبان ۱۲۸۹ هجری قمری، به پیشنهاد صدراعظم وقت میرزا حسین‌خان سپهسالار، مقرر شد که «وزارت تجارت و زراعت» به‌همراه ۸ وزارت‌خانه دیگر ایجاد شود که بعد از موافقت ناصرالدین‌شاه، به وزارت تجارت تغییر نام پیدا کرد. فعالیت این وزارت‌خانه با وقوع انقلاب مشروطه در سال ۱۲۸۵ با تغییراتی ادامه یافت تا اینکه در سال ۱۲۹۳ با وزارت فوائد عامه ادغام و «وزارت فوائد عامه و تجارت» تشکیل شد که مدتی بعد به «وزارت فوائد عامه و فلاحت و تجارت» تغییر نام یافت.
در سال ۱۳۰۸، وزارت فوائد عامه و فلاحت و تجارت به «وزارت اقتصاد ملی» و «وزارت طرق و شوارع» تفکیک و در سال ۱۳۱۰، وزارت اقتصاد ملی به «اداره‌کل صناعت»، «اداره‌کل تجارت» و «اداره‌کل فلاحت» تجزیه شد. در سال ۱۳۱۶، اداره‌کل صناعت و معادن به وزارت صناعت و معادن و اداره‌کل تجارت به وزارت تجارت تبدیل شد که در سال ۱۳۱۷ به‌دنبال پیشنهاد فرهنگستان ایران، نام «وزارت صناعت و معادن» به «وزارت پیشه و هنر» و همچنین نام «وزارت تجارت» به «وزارت بازرگانی» تغییر یافت. در سال ۱۳۲۰، وزارت پیشه و هنر با وزارت بازرگانی ادغام و «وزارت بازرگانی و پیشه و هنر» تشکیل شد که در سال ۱۳۲۶ به وزارت اقتصاد ملی تغییر نام داد. در سال ۱۳۳۴، این وزارت‌خانه دوباره به «وزارت صنایع و معادن» و «وزارت بازرگانی» تجزیه شد؛ ولی باز هم در سال ۱۳۴۱ ادغام شدند و وزارت اقتصاد تشکیل شد. در سال ۱۳۵۳، وزارت اقتصاد فروپاشید و بخش‌هایی از آن با وزارت دارایی ادغام شد و وزارت امور اقتصادی و دارایی تشکیل شد. همچنین «وزارت صنایع و معادن» و «وزارت بازرگانی» دوباره تشکیل شد. در سال ۱۳۹۰، «وزارت صنایع و معادن» و «وزارت بازرگانی» ادغام و «وزارت صنعت، معدن و تجارت» تشکیل شد.

## فهرست

### قاجار
وزیر تجارت
- مهدی‌خان غفاری کاشانی (اسفند ۱۲۸۵ – شهریور ۱۲۸۶)
- میرزا تقی‌خان مجدالملک (شهریور ۱۲۸۶ – مهر ۱۲۸۶)

وزیر تجارت و گمرکات
- حسین پیرنیا (آبان ۱۲۸۶ – آذر ۱۲۸۶)

وزیر تجارت
- مهدی‌خان غفاری کاشانی (دی ۱۲۸۶ – اسفند ۱۲۸۶)

وزیر تجارت و گمرکات
- حسین پیرنیا (اسفند ۱۲۸۶ – اردیبهشت ۱۲۸۷)

وزیر تجارت
- علینقی‌خان مفاخرالملک (دی ۱۲۸۷ – اردیبهشت ۱۲۸۸)
- حسین پیرنیا (بهمن ۱۲۹۱ – تیر ۱۲۹۲)
- اسماعیل ممتاز (تیر ۱۲۹۲ – مرداد ۱۲۹۳)

### پهلوی
| ر.               | نام              | نام                               | نگاره      | آغاز تصدی       | پایان تصدی       | دولت          | م.     |
| ---------------- | ---------------- | --------------------------------- | ---------- | --------------- | ---------------- | ------------- | ------ |
| ۱                |                  | حسین علاء                         |            | مهر ۱۳۱۶        | فروردین ۱۳۱۷     | جم ۲          | [ ۹ ]  |
| –                |                  | صادق وثیقی سرپرست                 |            | فروردین ۱۳۱۷    | شهریور ۱۳۲۰      | جم ۲          | [ ۱۰ ] |
| –                | متین‌دفتری        | صادق وثیقی سرپرست                 | [ ۱۱ ]     | فروردین ۱۳۱۷    | شهریور ۱۳۲۰      |               |        |
| –                | ع. منصور ۱       | صادق وثیقی سرپرست                 | [ ۱۲ ]     | فروردین ۱۳۱۷    | شهریور ۱۳۲۰      |               |        |
| –                | فروغی ۴          | صادق وثیقی سرپرست                 | [ ۱۳ ]     | فروردین ۱۳۱۷    | شهریور ۱۳۲۰      |               |        |
| ۲                |                  | عباسقلی گلشائیان                  |            | ۳۰ شهریور ۱۳۲۰  | ۸ آذر ۱۳۲۰       | فروغی ۵       | [ ۱۴ ] |
| وزیر اقتصاد ملی ‏ |                  |                                   |            |                 |                  |               |        |
| ۳                |                  | ابراهیم کاشانی                    |            | آبان ۱۳۳۴       | ۱۴ فروردین ۱۳۳۶  | علاء ۲        | [ ۱۵ ] |
| ۳                | علاء ۳           | ابراهیم کاشانی                    | [ ۱۶ ]     | آبان ۱۳۳۴       | ۱۴ فروردین ۱۳۳۶  |               |        |
| ۴                |                  | مصطفی تجدد                        |            | ۱۵ فروردین ۱۳۳۶ | ۲۹ آبان ۱۳۳۶     | اقبال         | [ ۱۷ ] |
| ۵                |                  | عباسقلی نیساری                    |            | آبان ۱۳۳۶       | ۱۳۳۸             | اقبال         |        |
| ۶                |                  | عبدالحسین اعتبار                  |            | ۱۳۳۸            | ۱۰ بهمن ۱۳۳۸     | اقبال         | [ ۱۸ ] |
| ۷                |                  | حسنعلی منصور                      |            | ۱۰ بهمن ۱۳۳۸    | ۷ شهریور ۱۳۳۹    | اقبال         | [ ۱۹ ] |
| –                |                  | سید محمد سجادی سرپرست             |            | ۹ شهریور ۱۳۳۹   | ۱۳ مهر ۱۳۳۹      | شریف‌امامی ۱   | [ ۲۰ ] |
| ۸                |                  | علی‌اصغر پورهمایون                 |            | ۱۳ مهر ۱۳۳۹     | ۱۶ اردیبهشت ۱۳۴۰ | شریف‌امامی ۱   | [ ۲۱ ] |
| ۸                | شریف‌امامی ۲      | علی‌اصغر پورهمایون                 | [ ۲۲ ]     | ۱۳ مهر ۱۳۳۹     | ۱۶ اردیبهشت ۱۳۴۰ |               |        |
| –                | ۱۹ اردیبهشت ۱۳۴۰ | علی‌اصغر پورهمایون                 | ۳ تیر ۱۳۴۰ | امینی           | [ ۲۳ ]           |               |        |
| ۹                |                  | جهانگیر آموزگار                   |            | امینی           | ۳ تیر ۱۳۴۰       | ۱۳۴۱          | [ ۲۴ ] |
| –                |                  | ابوالقاسم کاظمیه سرپرست           |            | امینی           | ۱۳۴۱             | ۲۶ تیر ۱۳۴۱   | [ ۲۵ ] |
| ۱۰               |                  | غلامحسین جهانشاهی                 |            | ۳۰ تیر ۱۳۴۱     | ۲۹ بهمن ۱۳۴۱     | علم ۱         | [ ۲۶ ] |
| وزیر اقتصاد ‏     |                  |                                   |            |                 |                  |               |        |
| ۱۱               |                  | فریدون مهدوی                      |            | ۷ اردیبهشت ۱۳۵۳ | ۱۸ بهمن ۱۳۵۴     | هویدا ۳       | [ ۲۷ ] |
| ۱۱               |                  | فریدون مهدوی                      | هویدا ۴    | ۷ اردیبهشت ۱۳۵۳ | ۱۸ بهمن ۱۳۵۴     | [ ۲۸ ]        |        |
| ۱۲               |                  | منوچهر تسلیمی                     | هویدا ۴    |                 | ۱۸ بهمن ۱۳۵۴     | ۱۵ مرداد ۱۳۵۶ | [ ۲۹ ] |
| ۱۳               |                  | کاظم خسروشاهی                     |            | ۱۶ مرداد ۱۳۵۶   | ۵ شهریور ۱۳۵۷    | آموزگار       | [ ۳۰ ] |
| ۱۴               |                  | محمدرضی ویشکایی                   |            | ۵ شهریور ۱۳۵۷   | ۱۵ آبان ۱۳۵۷     | شریف‌امامی ۳   | [ ۳۱ ] |
| ۱۵               |                  | احمد معمارزاده                    |            | ۱۷ آبان ۱۳۵۷    | ۱۶ دی ۱۳۵۷       | ازهاری        | [ ۳۲ ] |
| –                |                  | عباسقلی بختیار (زادهٔ ۱۳۰۵) سرپرست |            | دی ۱۳۵۷         | بهمن ۱۳۵۷        | بختیار        |        |

### جمهوری اسلامی
| ر. | نام               | نام                             | نگاره     | آغاز تصدی                             | پایان تصدی     | دولت             | رئیس دولت        | م.     |
| -- | ----------------- | ------------------------------- | --------- | ------------------------------------- | -------------- | ---------------- | ---------------- | ------ |
| ۱۶ |                   | رضا صدر                         |           | ۲۹ بهمن ۱۳۵۷                          | ۱۹ شهریور ۱۳۵۹ | موقت             | بازرگان          | [ ۳۳ ] |
| ۱۶ | موقت شورای انقلاب | رضا صدر                         | بهشتی     | ۲۹ بهمن ۱۳۵۷                          | ۱۹ شهریور ۱۳۵۹ |                  |                  |        |
| ۱۶ | موقت شورای انقلاب | رضا صدر                         | بنی‌صدر    | ۲۹ بهمن ۱۳۵۷                          | ۱۹ شهریور ۱۳۵۹ |                  |                  |        |
| –  |                   | محمدصادق اسلامی سرپرست          |           | شهریور ۱۳۵۹                           | ۲۰ اسفند ۱۳۵۹  | نخست             | رجایی            |        |
| ۱۷ |                   | حسین کاظم‌پور اردبیلی            |           | ۲۰ اسفند ۱۳۵۹                         | ۲۶ مرداد ۱۳۶۰  | نخست             | رجایی            | [ ۳۴ ] |
| ۱۸ |                   | حبیب‌الله عسگراولادی (۱۳۹۲–۱۳۱۱) |           | ۲۶ مرداد ۱۳۶۰                         | ۱۱ مرداد ۱۳۶۲  | دوم              | باهنر            |        |
| ۱۸ | موقت              | حبیب‌الله عسگراولادی (۱۳۹۲–۱۳۱۱) | مهدوی کنی | ۲۶ مرداد ۱۳۶۰                         | ۱۱ مرداد ۱۳۶۲  |                  |                  |        |
| ۱۸ | سوم               | حبیب‌الله عسگراولادی (۱۳۹۲–۱۳۱۱) | موسوی     | ۲۶ مرداد ۱۳۶۰                         | ۱۱ مرداد ۱۳۶۲  | [ ۳۵ ] [ ۳۶ ]    |                  |        |
| –  | سوم               |                                 | موسوی     | سید مجید هدایت‌زاده (زادهٔ ۱۳۳۱) سرپرست |                | ۱۱ مرداد ۱۳۶۲    | ۶ شهریور ۱۳۶۲    |        |
| ۱۹ | سوم               |                                 | موسوی     | حسن عابدی جعفری (زادهٔ ۱۳۳۰)           |                | ۶ شهریور ۱۳۶۲    | ۳ شهریور ۱۳۶۷    | [ ۳۷ ] |
| ۱۹ | چهارم             | [ ۳۸ ]                          | موسوی     | حسن عابدی جعفری (زادهٔ ۱۳۳۰)           |                | ۶ شهریور ۱۳۶۲    | ۳ شهریور ۱۳۶۷    |        |
| –  | چهارم             |                                 | موسوی     | عبدالحسین وهاجی سرپرست                |                | ۳ شهریور ۱۳۶۷    | ۳۱ اردیبهشت ۱۳۶۸ | [ ۳۹ ] |
| –  | چهارم             |                                 | موسوی     | مجتبی خسروتاج سرپرست                  |                | ۳۱ اردیبهشت ۱۳۶۸ | ۷ شهریور ۱۳۶۸    | [ ۴۰ ] |
| ۲۰ |                   | عبدالحسین وهاجی                 |           | ۷ شهریور ۱۳۶۸                         | ۲۵ مرداد ۱۳۷۲  | پنجم             | هاشمی            | [ ۴۱ ] |
| ۲۱ |                   | یحیی آل اسحاق                   |           | ۲۵ مرداد ۱۳۷۲                         | ۲۹ مرداد ۱۳۷۶  | ششم              | هاشمی            |        |
| ۲۲ |                   | محمد شریعتمداری (زادهٔ ۱۳۳۹)     |           | ۲۹ مرداد ۱۳۷۶                         | ۲ شهریور ۱۳۸۴  | هفتم             | خاتمی            | [ ۴۲ ] |
| ۲۲ |                   | محمد شریعتمداری (زادهٔ ۱۳۳۹)     | هشتم      | ۲۹ مرداد ۱۳۷۶                         | ۲ شهریور ۱۳۸۴  | [ ۴۳ ]           | خاتمی            |        |
| ۲۳ |                   | سید مسعود میرکاظمی (زادهٔ ۱۳۳۹)  |           | ۲ شهریور ۱۳۸۴                         | ۱۲ شهریور ۱۳۸۸ | نهم              | احمدی‌نژاد        | [ ۴۴ ] |
| ۲۴ |                   | مهدی غضنفری (زادهٔ ۱۳۳۹)         |           | ۱۲ شهریور ۱۳۸۸                        | ۱۲ مرداد ۱۳۹۰  | دهم              | احمدی‌نژاد        | [ ۴۵ ] |

## یادداشت
1. ↑  در پاییز ۱۳۱۷، با پیشنهاد فرهنگستان ایران، نام «وزارت تجارت» به «وزارت بازرگانی» تغییر یافت.
2. ↑  در دولت پنجم فروغی، معاونت اقتصادی وزارت دارایی با وزارت بازرگانی ادغام و گلشائیان وزیر بازرگانی و اقتصاد شد.